# Rose Bluff
Das Rose Bluff ist ein Kliff auf der westantarktischen Adelaide-Insel. Es ragt an der Westflanke des McCallum-Passes am nördlichen Ende der Princess Royal Range auf.
Das UK Antarctic Place-Names Committee benannte das Kliff 2011 nach Paul Rose vom British Antarctic Survey, Leiter der Rothera-Station von 1991 bis 2001.